# Can Barrau (Tiana)
Can Barrau és un edifici eclèctic de Tiana (Maresme) que forma part de l'Inventari del Patrimoni Arquitectònic de Catalunya.

## Descripció
És un edifici civil, format per una planta baixa, pis i golfes, dividit en tres cossos coberts amb teulades de dos vessants. El cos central amb el carener perpendicular a la façana, i els altres dos a la inversa. Destaca d'una manera molt especial per l'ús del totxo o maó, que caracteritza tota la construcció i és utilitzat als murs, a les obertures i a qualsevol element decoratiu, -només un petit sòcol a la part baixa utilitza la pedra-. Un altre dels elements sobresortints és el voladís de la teulada, de grans dimensions i cartels o suports de fusta, que donen un aire eclèctic a la construcció.

### Pou i escala
Hi ha un pou d'aigua, que actualment es fa servir. La seva estructura presenta una forma totalment cilíndrica d'un diàmetre aproximat d'un metre i mig. Destaca per l'ús que fa del maó, únic element constructiu emprat, en concordança amb l'edificació principal. Degut a la gran quantitat de plantes que cobreixen la superfície és difícil veure les motllures que la decoren i les obertures. Fa 8 m d'alçada, aproximadament.
Hi ha una escala de cargol de forma helicoidal que es desplaça al voltant d'una ànima o eix vertical. Està realitzada amb un interessant treball de ferro colat, tant el baranatge com els graons i l'eix. Les peces verticals que formen els graons presenten motius ornamentals calats, que alhora que decoren, accentuen la sensació de lleugeresa.

### Capella
Edifici religiós d'una sola nau, coberta per una teulada de dos vessants molt inclinats. Destaca especialment per la utilització d'elements de tipus historicista neogòtic. La seva façana, en la qual recau pràcticament tot l'interès, presenta un portal d'arc ogival, rematat en la part superior per un floró i altres motllures típicament gòtiques. Tres finestres decoren la part alta de la façana i il·luminen l'interior, totes elles ogivals, amb una petita traceria, vitralls i un guardapols superior. Corona tot el conjunt una creu de pedra. La porta de fusta també està decorada amb elements de traceria gòtica.